# Frauenbad am Stadthausquai

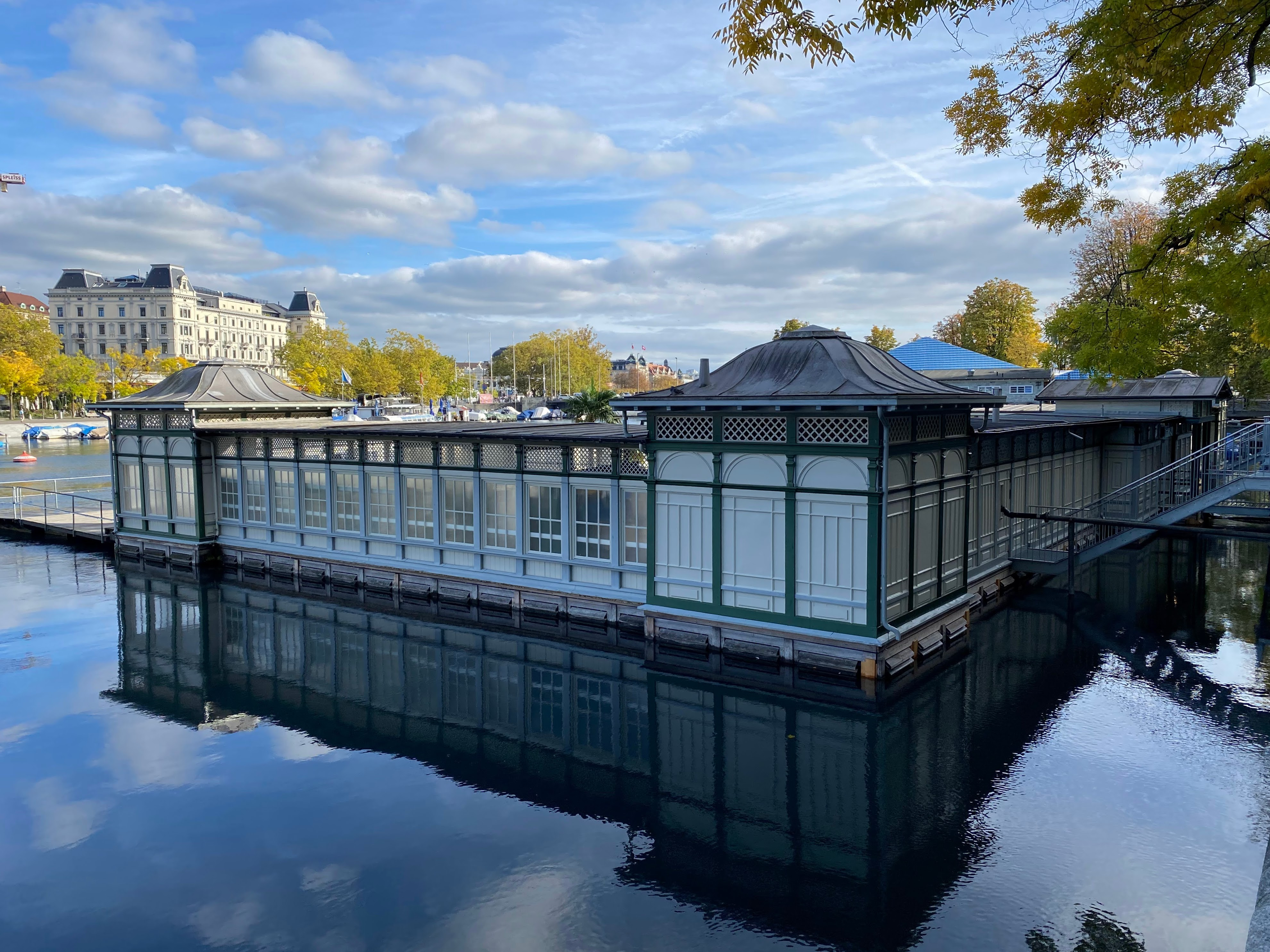
Frauenbadi – Nordseite vom Stadthausquai gesehen

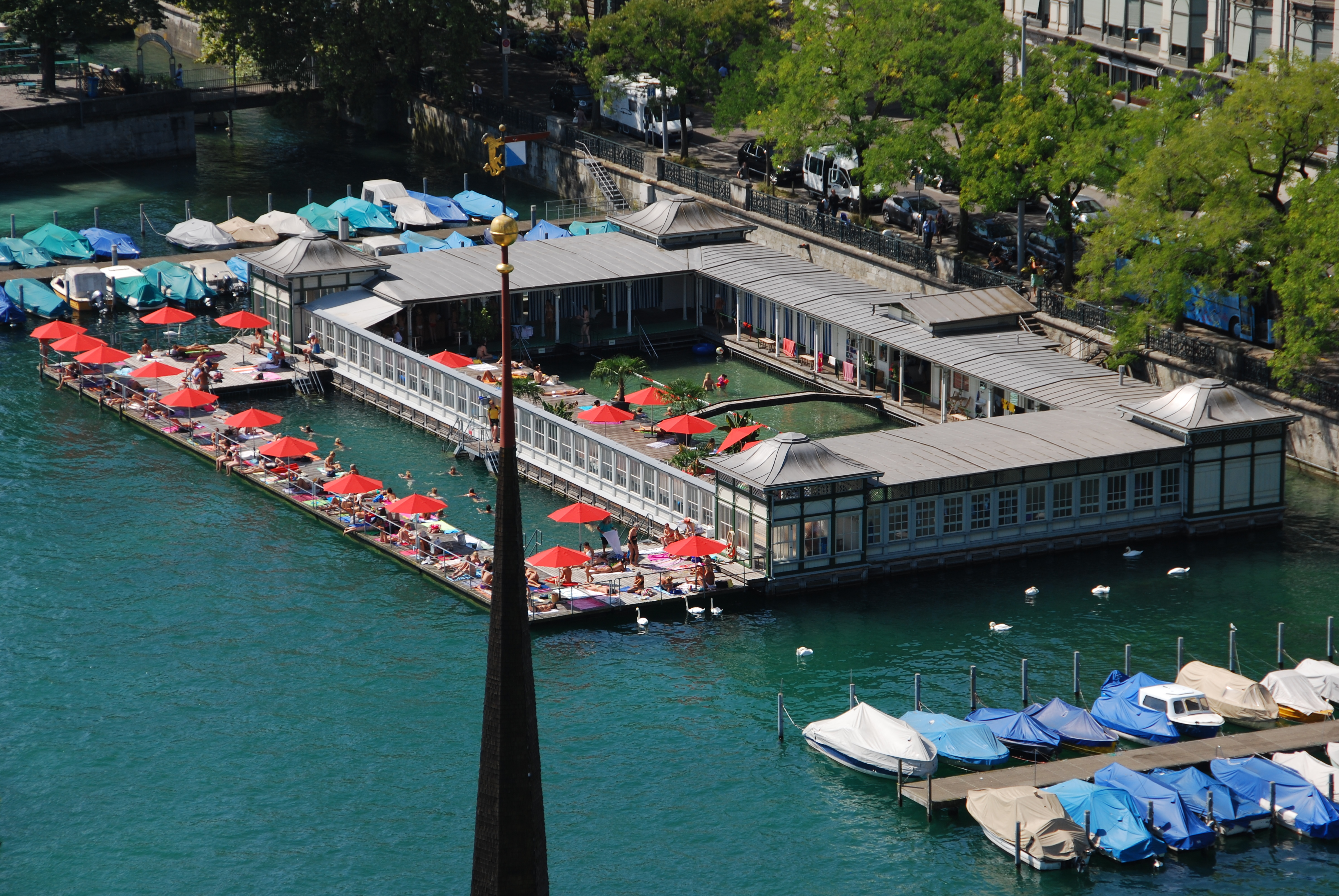
Ansicht aus der Luft

Das Frauenbad am Stadthausquai, meist kurz Frauenbadi genannt, ist eine tagsüber nur Frauen zugängliche schwimmende Badeanstalt in Zürich, ein Flussschwimmbad in der Limmat. Das Bauwerk ist in das Schweizerische Inventar der Kulturgüter von nationaler Bedeutung als Denkmal der höchsten Kategorie A aufgenommen.
Das Becken für die Schwimmenden misst 33 auf 7 Meter, das für Nichtschwimmende 31 auf 10 Meter.

## Lage
Das Frauenbadi liegt am linksseitigen Ufer der Limmat unweit des Stadthauses im Quartier Lindenhof (Kreis 1). In der Nähe sind das Bauschänzli und die Quaibrücke zu finden.

## Geschichte
Bis 1837 war in Zürich das öffentliche Baden für Frauen verboten. Nach Wegfall des Verbots richtete die Stadt im gleichen Jahr am Stadthausquai ein «Badhaus für Frauenzimmer» ein. Da es damals in vielen Häusern Zürichs noch kein fliessendes Wasser gab, war das Frauenbad zunächst nur zur Körperpflege gedacht und nicht als Schwimmbad.
1888 wurde das Bad in der bis heute bestehenden Form im damals modernen Jugendstil erneuert. Es handelt sich seitdem um einen kastenförmigen hölzernen Gebäudekomplex, der auf der Limmat schwimmt und am Ufer festgemacht ist. Das Bauwerk ist von einer Kuppel gekrönt und hat vier Ecktürmchen.

Seit Ende des Zweiten Weltkriegs gibt es im Frauenbad auch einen Kiosk, der kleine Speisen anbietet.

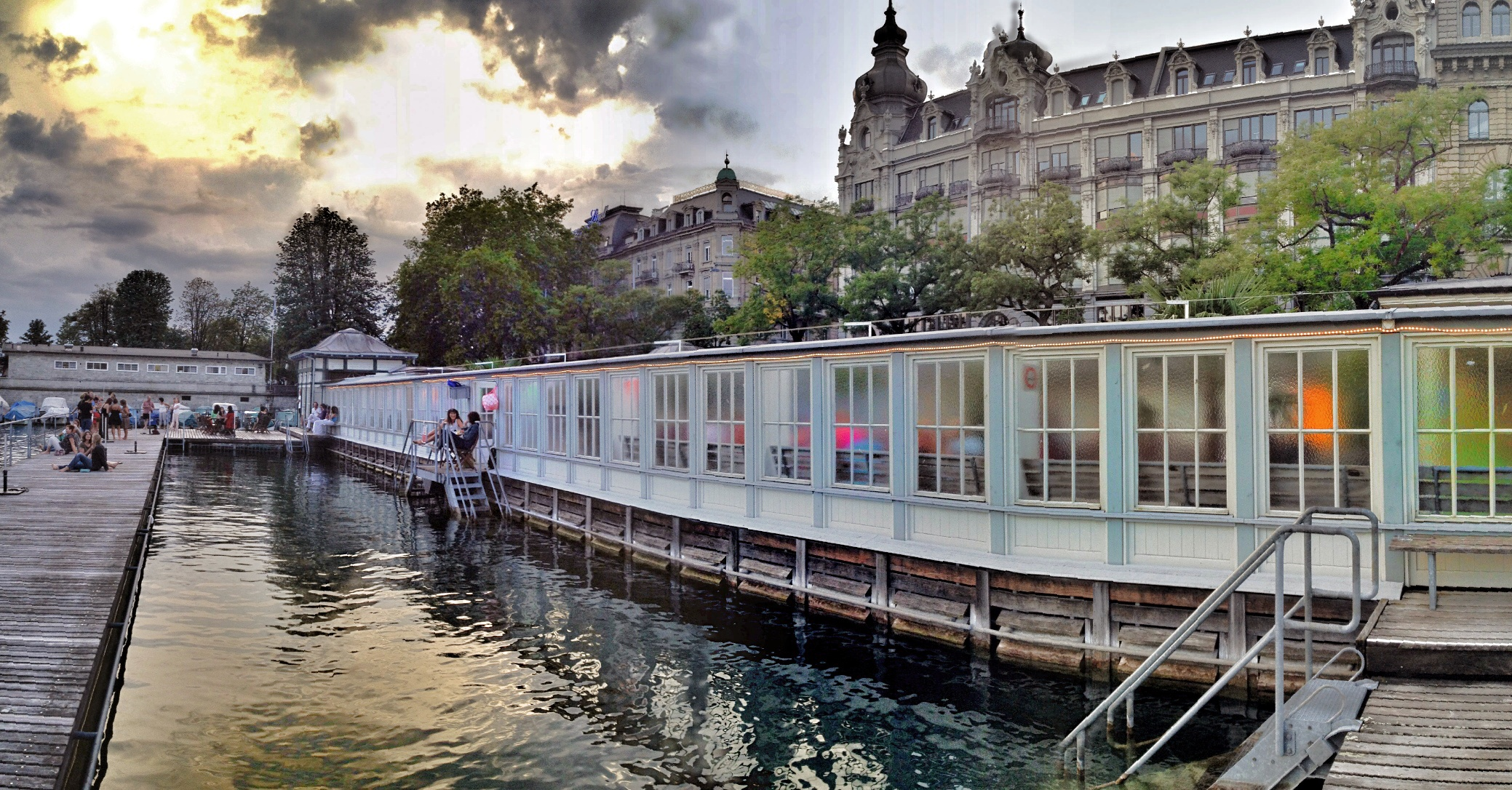
Barbetrieb im Aussenbereich

1997 wurde zusätzlich ein abendlicher Barbetrieb gestattet, zu dem auch Männer Zutritt haben. Ausserdem finden in der Barfussbar kulturelle Veranstaltungen statt, und das Frauenbad kann für private Anlässe gemietet werden.